# USS Sloat (DE-245)
USS Sloat (DE-245) là một tàu hộ tống khu trục lớp Edsall từng phục vụ cùng Hải quân Hoa Kỳ trong Chiến tranh Thế giới thứ hai. Nó là chiếc tàu chiến thứ hai của Hải quân Hoa Kỳ được đặt cái tên này, theo tên Chuẩn đô đốc John Drake Sloat (1781-1876), người tham gia cuộc Chiến tranh 1812 và Chiến tranh Mexico-Hoa Kỳ. Nó đã phục vụ cho đến khi chiến tranh kết thúc, xuất biên chế năm 1947, rồi cuối cùng bị bán để tháo dỡ vào năm 1972. Sloat được tặng thưởng một Ngôi sao Chiến trận do thành tích phục vụ trong Thế Chiến II.

## Thiết kế và chế tạo
Lớp Edsall có thiết kế hầu như tương tự với lớp Cannon dẫn trước; khác biệt chủ yếu là ở hệ thống động lực Kiểu FMR do được trang bị động cơ diesel Fairbanks-Morse dẫn động qua hộp số giảm tốc đến trục chân vịt. Đây là cấu hình động cơ được áp dụng rộng rãi trên tàu ngầm, được chứng tỏ là có độ tin cậy cao hơn so với lớp Cannon.
Vũ khí trang bị bao gồm ba pháo 3 in (76 mm)/50 cal trên tháp pháo nòng đơn có thể đối hạm hoặc phòng không, một khẩu đội pháo phòng không Bofors 40 mm nòng đôi và tám pháo phòng không Oerlikon 20 mm. Vũ khí chống ngầm bao gồm một dàn súng cối chống tàu ngầm Hedgehog Mk. 10 (có 24 nòng và mang theo 144 quả đạn); hai đường ray Mk. 9 và tám máy phóng K3 Mk. 6 để thả mìn sâu. Con tàu vẫn giữ lại ba ống phóng ngư lôi Mark 15 21 inch (533 mm), và được trang bị radar SC dò tìm không trung và mặt biển. Thủy thủ đoàn đầy đủ bao gồm 186 sĩ quan và thủy thủ.
Sloat được đặt lườn tại xưởng tàu của hãng Brown Shipbuilding, ở Houston, Texas vào ngày 21 tháng 11, 1942. Nó được hạ thủy vào ngày 21 tháng 1, 1943, được đỡ đầu bởi bà J. B. Deason, và nhập biên chế cùng Hải quân Hoa Kỳ vào ngày 16 tháng 8, 1943 dưới quyền chỉ huy của Hạm trưởng, Thiếu tá Hải quân Edmund Ernest García.

## Lịch sử hoạt động
Sau khi đi đến New Orleans, Louisiana vào ngày 28 tháng 8, 1943 để tiếp tục được trang bị, Sloat khởi hành đi Bermuda vào ngày 5 tháng 9 cho chuyến đi chạy thử máy huấn luyện, rồi quay trở về Charleston, South Carolinađể được sửa chữa sau chạy thử máy từ ngày 7 đến ngày 17 tháng 10. Con tàu chuyển đến New York và đã hộ tống cho Đoàn tàu UGS-22 đi đến Norfolk, Virginia vào ngày 22 tháng 10. Sang đầu tháng 11, nó tiếp tục hộ tống cho Đoàn tàu UGS-23 đi đến Norfolk. Vào ngày 11 tháng 11, trong thành phần Đội hộ tống 7, nó khởi hành từ New York để hộ tống cho Đoàn tàu UGS-24 vượt Đại Tây Dương, xuất phát từ Norfolk để hướng sang Bắc Phi. Đi đến Casablanca, Maroc thuộc Pháp vào ngày 2 tháng 12, nó sáp nhập cùng Đoàn tàu GUS-26 năm ngày sau đó cho hành trình quay trở về Hoa Kỳ, về đến New York vào ngày 25 tháng 12.
Gia nhập thành phần hộ tống cho Đoàn tàu UGS-30 vào ngày 10 tháng 1, 1944, Sloat một lần nữa làm nhiệm vụ hộ tống vận tải đi sang Casablanca, và quay trở về cùng Đoàn tàu GUS-29 vào ngày 22 tháng 2. Sang ngày 10 tháng 3, nó gia nhập bộ phận New York của Đoàn tàu UGS-36 và đi đến Norfolk để sáp nhập cùng thành phần chính; đoàn tàu bao gồm 72 tàu buôn và 18 tàu đổ bộ LST được Lực lượng Đặc nhiệm 64 hộ tống đi sang Bắc Phi. Trên đường đến Bizerte, Tunisia, đoàn tàu vận tải bị máy bay của Không quân Đức tấn công vào ngày 1 tháng 4 khi ở cách Algiers 56 dặm về phía Tây. Hai máy bay đã bị bắn rơi và hai chiếc khác bị hư hại, trong khi chúng chỉ gây hư hại cho một tàu buôn trong đoàn tàu. Sau khi đi đến Bizerte vào ngày 3 tháng 4, Sloat gia nhập một đoàn tàu vận tải khác tám ngày sau đó và quay trở về New York vào ngày 1 tháng 5.
Sau một giai đoạn thực hành huấn luyện tại khu vực Casco Bay, Maine, Sloat khởi hành từ New York vào ngày 24 tháng 5 trong thành phần Đội đặc nhiệm 22.4, một đội tìm-diệt tàu ngầm được hình thành chung quanh tàu sân bay hộ tống Tripoli (CVE-64). Đơn vị này hoạt động tuần tra dọc theo các tuyến đường hàng hải tại Bắc Đại Tây Dương nhằm truy tìm tàu ngầm U-boat Đức. Đội đặc nhiệm ghé đến Argentia, Newfoundland để được tiếp nhiên liệu từ ngày 12 đến ngày 15 tháng 6 trước khi tiếp tục tuần tra.
Tuy nhiên Sloat đã quay trở về New York vào ngày 15 tháng 6 và hoạt động tại chỗ cho đến ngày 7 tháng 8, khi nó lên đường cùng Đội đặc nhiệm 23.9 đi sang khu vực biển Caribe. Đến tháng 9, đơn vị hoạt động ngoài khơi Newfoundland, rồi quay trở về New York vào ngày 9 tháng 10. Chiếc tàu hộ tống khu trục tiếp tục hoạt động dọc theo vùng bờ Đông Hoa Kỳ cho đến ngày 24 tháng 1, 1945, khi nó gia nhập Đội đặc nhiệm 22.4 để truy lùng tàu ngầm U-boat tại khu vực Bắc Đại Tây Dương, cho đến khi chiến tranh kết thúc tại Châu Âu.
Sloat quay trở lại vùng bờ Đông và hoạt động tại khu vực giữa New York và vùng biển Caribe cho đến ngày 15 tháng 7, khi nó được điều động sang khu vực Mặt trận Thái Bình Dương. Con tàu đi đến San Diego, California vào ngày 26 tháng 7, rồi tiếp tục hành trình đi sang vùng biển Hawaii năm ngày sau đó. Đi đến Trân Châu Cảng vào ngày 7 tháng 8, con tàu được lệnh tiếp tục hướng sang phía Tây, nhưng Nhật Bản chấp nhận đầu hàng vào ngày 15 tháng 8, giúp chấm dứt vĩnh viễn cuộc xung đột. Trong giai đoạn từ ngày 20 tháng 8, 1945 đến ngày 1 tháng 5, 1946, nó thực hiện các chuyến đi tiếp liệu giữa Saipan, Guam, Eniwetok, quần đảo Caroline, Iwo Jima và Thượng Hải.
Sau khi quay trở về San Pedro, California vào ngày 1 tháng 5, 1946, nó tiếp tục đi sang vùng bờ Đông, đến Charleston, South Carolina vào ngày 20 tháng 5. Con tàu đi đến Green Cove Springs, Florida vào ngày 12 tháng 9 để chuẩn bị ngừng hoạt động, rồi được cho xuất biên chế tại đây vào 6 tháng 8, 1947, và được đưa về Hạm đội Dự bị Đại Tây Dương. Tên nó được cho rút khỏi danh sách Đăng bạ Hải quân vào ngày 2 tháng 1, 1971, và nó bị bán cho hãng Peck Equipment Co. tại Portsmouth, Virginia để tháo dỡ vào ngày 5 tháng 4, 1972.

## Phần thưởng
Sloat được tặng thưởng một Ngôi sao Chiến trận do thành tích phục vụ trong Thế Chiến II.
|  |             |  |
|  | Bronze star |  |

| Huân chương Chiến dịch Hoa Kỳ                 |                                                                              |                                      |
| Huân chương Chiến dịch Châu Á-Thái Bình Dương | Huân chương Chiến dịch Châu Âu-Châu Phi-Trung Đông với 1 Ngôi sao Chiến trận | Huân chương Chiến thắng Thế Chiến II |